# Kraussia floribunda
Kraussia floribunda es una especie de planta fanerógama perteneciente a la familia Rubiaceae. 

## Distribución y hábitat
Se distribuye desde Mozambique y Suazilandia al este de Sudáfrica, y se asocia con el reino floral Tongoland-Pondoland. El tipo fue descrito de una planta recolectada por el Dr. F. Krauss cerca de Durban

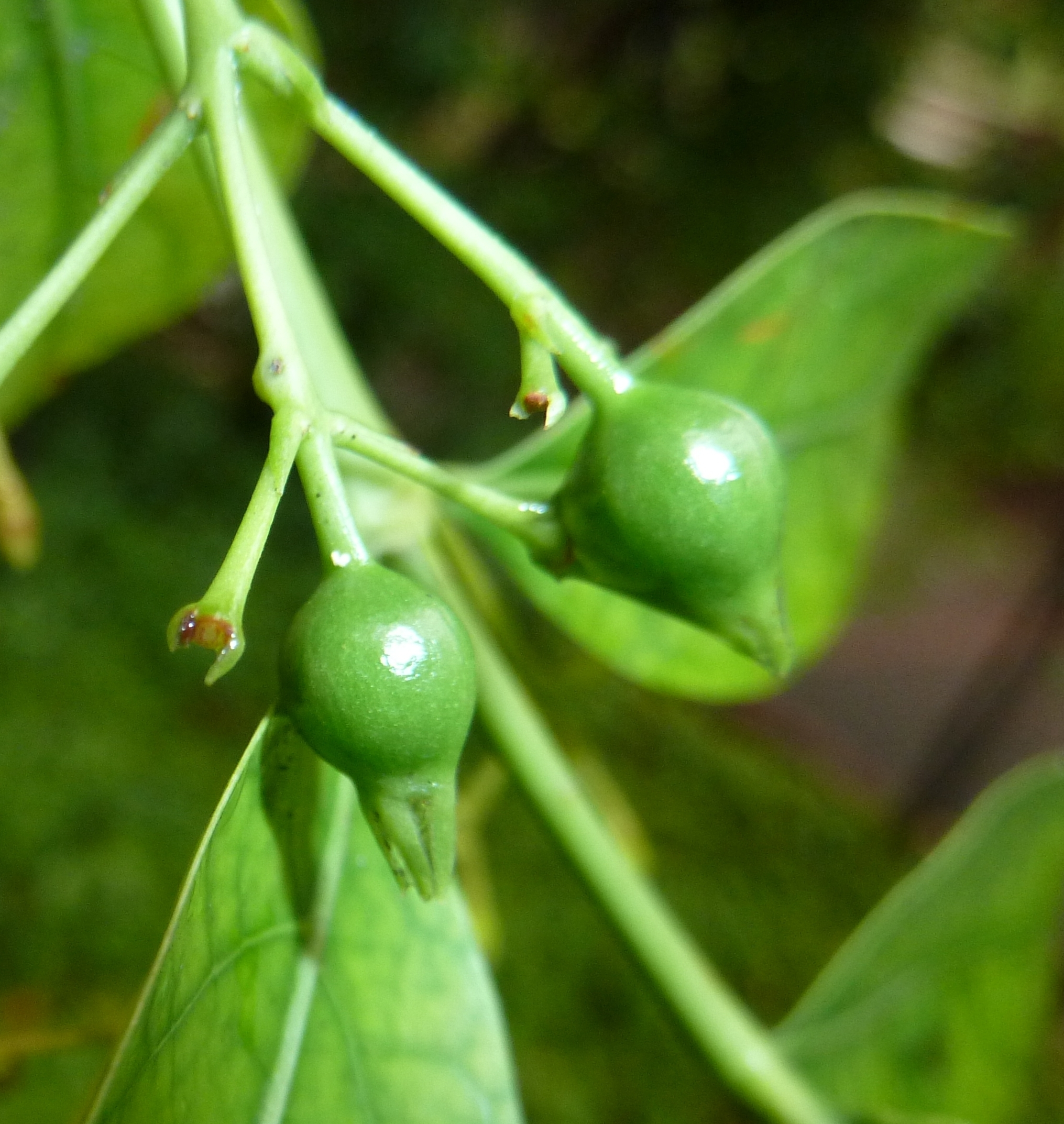
Fruit

## Taxonomía
Kraussia floribunda fue descrita por William Henry Harvey y publicado en London Journal of Botany 1: 21. 1842.
Sinonimia
- Coffea kraussiana Hochst.
- Kraussia incerta Bullock
- Kraussia schlechteri (K.Schum.) Bullock
- Psychotria oblongifolia E.Mey.
- Rhabdostigma schlechteri K.Schum.
- Tricalysia floribunda (Harv.) Stuntz
- Tricalysia kraussiana (Hochst.) Schinz[4][5]